# Cataglyphis oxianus
Cataglyphis oxianus är en myrart som beskrevs av Arnol'di 1964. Cataglyphis oxianus ingår i släktet Cataglyphis och familjen myror. Inga underarter finns listade.